# Tiago Mendes
Tiago Cardoso Mendes (Viana do Castelo, 2 mei 1981) - voetbalnaam Tiago - is een Portugees voetbalcoach en voormalig profvoetballer die bij voorkeur op het middenveld speelde. Hij tekende in juli 2020 een contract voor twee seizoenen als hoofdtrainer bij Vitória SC. In november 2002 debuteerde hij in het Portugees voetbalelftal, waarvoor hij meer dan zestig interlands speelde.

## Carrière

### Spelerscarrière
Zijn profloopbaan begon bij Sporting Clube de Braga in 1999. Na drie seizoenen vertrok hij naar topclub SL Benfica. In 2004 tekende hij bij Chelsea FC. Deze club werd in 2005 kampioen van Engeland. Tiago stond bijna het hele seizoen in het basiselftal. De Portugese coach Mourinho was echter niet honderd procent tevreden over hem en wilde koste wat kost Essien binnenhalen. Tiago vertrok naar Olympique Lyonnais voor ongeveer 10 miljoen euro. Nadat Olympique Lyonnais tweemaal kampioen van Frankrijk was geworden, werd Tiago in juni 2007 gecontracteerd door Juventus, dat hem vanaf januari 2010 aan Atlético Madrid verhuurde. In augustus 2010 werd deze huurperiode met een jaar verlengd. In juli 2011 tekende Tiago een contract bij Atlético Madrid voor twee seizoenen. Dit contract diende de Portugees uit, na nog een aantal contractverlengingen sloot de Portugese middenvelder medio 2017 zijn loopbaan af bij Atlético Madrid.
| Seizoen | Club               | Competitie       | Competitie | Competitie | Beker | Beker | Europa | Europa | Totaal | Totaal |
| Seizoen | Club               | Competitie       | Wed.       | Dlp.       | Wed.  | Dlp.  | Wed.   | Dlp.   | Wed.   | Dlp.   |
| ------- | ------------------ | ---------------- | ---------- | ---------- | ----- | ----- | ------ | ------ | ------ | ------ |
| 2003/04 | SL Benfica         | Primeira Liga    | 7          | 0          | —     | —     | 9      | 3      | 16     | 3      |
| 2004/05 | Chelsea            | Premier League   | 34         | 4          | 4     | 0     | 11     | 0      | 49     | 4      |
| 2005/06 | Olympique Lyonnais | Ligue 1          | 29         | 5          | 0     | 0     | 15     | 4      | 44     | 9      |
| 2006/07 | Olympique Lyonnais | Ligue 1          | 27         | 4          | 3     | 0     | 8      | 2      | 38     | 6      |
| 2007/08 | Juventus           | Serie A          | 20         | 0          | 3     | 0     | —      | —      | 23     | 0      |
| 2008/09 | Juventus           | Serie A          | 15         | 0          | 2     | 0     | 3      | 0      | 20     | 0      |
| 2009/10 | Juventus           | Serie A          | 7          | 0          | 0     | 0     | 3      | 0      | 10     | 0      |
| 2009/10 | → Atletico Madrid  | Primera División | 18         | 2          | 5     | 1     | —      | —      | 23     | 3      |
| 2010/11 | → Atletico Madrid  | Primera División | 31         | 4          | 2     | 0     | 6      | 1      | 39     | 5      |
| 2011/12 | Atletico Madrid    | Primera División | 24         | 0          | 0     | 0     | 8      | 0      | 32     | 0      |
| 2012/13 | Atletico Madrid    | Primera División | 22         | 2          | 3     | 0     | 5      | 0      | 30     | 2      |
| 2013/14 | Atletico Madrid    | Primera División | 23         | 2          | 3     | 0     | 7      | 0      | 33     | 2      |
| 2014/15 | Atletico Madrid    | Primera División | 31         | 5          | 2     | 0     | 4      | 0      | 37     | 5      |
| 2015/16 | Atletico Madrid    | Primera División | 14         | 1          | 0     | 0     | 5      | 0      | 19     | 1      |
| 2016/17 | Atletico Madrid    | Primera División | 12         | 1          | 0     | 0     | 3      | 0      | 15     | 1      |
| Totaal  | Totaal             | Totaal           | 314        | 30         | 27    | 1     | 87     | 10     | 428    | 41     |

### Trainerscarrière
Nadat Tiago Mendes medio 2017 zijn spelerscarrière had afgesloten, voegde hij zich bij de trainersstaf van Atletico Madrid om aan de slag te gaan als assistent-trainer. Na een seizoen verliet hij de club. Op 29 juli 2020 begon de Portugees aan zijn eerste klus als hoofdtrainer, hij tekende een contract voor twee seizoenen Vitória SC.

## Nationaal elftal
Tiago debuteerde op 20 november 2002 thuis tegen Schotland in het Portugese nationale elftal. Daar behoorde hij toe tijdens onder meer het EK 2004, het WK 2006 en het WK 2010. Na het WK 2010 besloot hij om een punt te zetten achter zijn internationale carrière. Echter, op 3 oktober 2014 keerde hij na een afwezigheid van bijna vier jaar terug in de nationale ploeg, hij werd opgeroepen door de nieuwe bondscoach Fernando Santos voor een vriendschappelijke wedstrijd tegen Frankrijk en het Euro 2016 kwalificatieduel tegen Denemarken. Hij werd van het veld gestuurd na twee gele kaarten op 13 juni 2015, in een 3–2 overwinning in Armenië in een ander kwalificatieduel. Tiago werd uiteindelijk niet geselecteerd voor het eindtoernooi Euro 2016, hij was namelijk nog niet volledig hersteld van een beenbreuk.

## Erelijst
| Competitie                |         |                  |         |         |
| Competitie                | Aantal  | Jaren            |         |         |
| Benfica                   | Benfica | Benfica          | Benfica | Benfica |
| ------------------------- | ------- | ---------------- | ------- | ------- |
| Taça de Portugal          | 1x      | 2003/04          |         |         |
| Chelsea                   |         |                  |         |         |
| Kampioen Premier League   | 1x      | 2004/05          |         |         |
| League Cup                | 1x      | 2004/05          |         |         |
| FA Community Shield       | 1x      | 2005             |         |         |
| Olympique Lyon            |         |                  |         |         |
| Kampioen Ligue 1          | 2x      | 2005/06, 2006/07 |         |         |
| Atlético Madrid           |         |                  |         |         |
| UEFA Europa League        | 1x      | 2011/12          |         |         |
| Kampioen Primera División | 1x      | 2013/14          |         |         |
| Copa del Rey              | 1x      | 2012/13          |         |         |
| Supercopa                 | 1x      | 2014             |         |         |